# 材料強度学
材料強度学（ざいりょうきょうどがく、英: fractology、strength and fracture of materials）とは、固体材料に外力が加わったときの変形や破壊などの力学的な挙動を取り扱い、材料の強度を論じる学問である。日本の材料工学・機械工学者の横堀武夫により、材料強度と破壊の学問を体系化するものとして命名された。
材料力学との大きな違いは、量子論、原子論や結晶論（転位論）を意識しつつき裂（転位、空孔、結晶粒界などの材料の微小不連続的な原子の結合部位などもふくめ欠陥と称することが多い）が存在する場合の状態を考慮する事である。材料中にき裂や損傷が、発生・進展（成長）して破壊に至るまでの過程を扱う。
もう一つの大きな違いは、繰返し負荷や温度・湿度の影響によって生じる破壊・損傷を論じる事である。すなわち、引張り強度以下の負荷が与え続けられた場合の材料の破壊や、高温水蒸気中に放置された場合の損傷などである。

## 主な内容
材料強度学の本などが取り扱う主な内容を示す。
- 静的強度（引張強度、圧縮強度、延性破壊、脆性破壊）
- 動的強度（衝撃靭性）
- 疲労強度（高サイクル疲労、低サイクル疲労）
- 環境強度（応力腐食割れ、水素ぜい化、腐食疲労）
- 高温強度（クリープ、高温疲労、熱疲労）
- 低温強度（低温脆性）

## 歴史
ヨーロッパルネサンス時代にガリレオ・ガリレイによって材料が負担する負荷を断面積で割った値（応力）を管理すると小さな試験片で、大きなものの強度が予測できるという考えに到達した（応力設計）。しかし、産業革命が発達し、蒸気機関が発達することにより、実験室での一発破壊による限界応力値よりも低い値で壊れるものが発生した。ドイツのアウグスト・ヴェーラーが繰り返し負荷が原因で実験室強度を下回る破壊現象をみいだし疲労破壊現象として世に認知させ、実験室の強度よりも50％程度のレベルで実負荷がかかるようにすべきとの指針をだした（安全率）。この現象を「金属疲労」と呼ぶ向きも多いが、樹脂などの材料でも知られており学術的には一般的でない。その後、世界的な鉄鋼材料の大量生産がおこり、建造物が巨大化するにあたり、柱と板で構造物を設計する手法が広まりそれを後押したのがステパーン・ティモシェンコの材料力学(英: strength of material)である。これは手計算で構造体の応力を解析する方法で、柱と板の単体の解析を固体力学から独立した簡便な手法により確立し、それを積層させることで容易に強度計算が可能になる方法が開発された。
しかし、第二次世界大戦時、溶接を駆使することで大量な軍需物資をヨーロッパ戦線に輸送するため、多数の輸送船を短期間に造船することを米国が実行したが、北大西洋洋上で謎の沈没事件が多発した（リバティ船（戦時標準船）の惨事）。溶接は無欠陥で溶接するのはよほどの溶接技能が必要で、溶接長さが長くなるほど、欠陥発生の確率頻度が高まり、それによって小さな試験片では予想もつかない大惨事となった。溶接不完全部を亀裂と見なして、安全設計する破壊力学が登場した。
また、発電機のタービンなどが実験室の測定値よりも低い応力で破壊する現象が発生した。これは金属を高温で保持したまま長時間保持することが破壊の臨界値を実験室データよりも下げていることがわかりクリープ現象と名づけられ、そのほか様々な脆化現象が見つかり水素エネルギーの未来を切り開く分野などでも深く研究されている。
これらの歴史の流れは応力設計を基本としつつも、応力設計が及ばない範囲をどうやって応力設計に係数をかけて体系を維持しようとしたかという流れである。しかし問題が発生した分野が集中的の研究されるが、それを応力設計域と応力設計の補正問題として扱う領域の接続やそれを通じての全体像を形成する意図に欠けていた反省から、いわば共通現象の類似乱立をまとめることを標榜したのが材料強度学である。
あるいは構造体の大きさ、生産数量、繰り返し数、特定温度での保持時間という実条件下でのスケールファクタを取り込むための工学であり、材料学、統計学、力学あるいはそれに携わる産業文化の総合化をめざしているのが材料強度学といえる。

## 関連学会
- 日本材料強度学会
- 日本金属学会
- 日本鉄鋼協会
- 日本塑性加工学会
- 日本材料科学会
- 日本材料学会
- 軽金属学会